# Mandy Andresen
Amanda „Mandy“ Andresen (geboren in Thirlmere, New South Wales) ist eine australische Cover-Künstlerin, Sängerin und Musikerin.

## Werdegang
Andresen tritt meist als Keyboarderin und Sängerin in Erscheinung. Im Verlauf ihrer Karriere nutzte sie Pseudonyme wie Mandy Murkrat oder V.K.S Cattleprod. Ihre musikalische Laufbahn begann sie als Keyboarderin und Sängerin der Gothic-Metal-Band Lycanthia. Für ihr 2006 gegründetes Funeral-Doom-Projekt Murkrat agiert sie als Sängerin, Keyboarderin, Gitarristin und Bassistin. Ebenso zeichnet Andresen für die Gestaltung diverser Tonträger verantwortlich. Seit 2007 ist sie Teil des Death-Doom-Studioprojektes The Slow Death. Etwa 2008 gründete Andresen das Drone-Doom- und Dark-Ambient-Projekt Dust to Dearth mit welchem sie ein Album im Selbstverlag veröffentlichte. Das Album erschien 2009 als Teil eines Split-Albums mit Lysergene The Death of the Sun über Aesthetic Death Records. Das britische Label übernahm ebenso den Verlag der Murkrat-Alben. Als weiteres Projekt beteiligte sich Andresen an der Epic-Doom-Band Crone, deren Debüt 2013 als Kassette via Abyssmal Sound und als CD über Aurora Australis Records erschien.
Die ursprünglich an einer Karriere als Comic-Künstlerin und Science-Fiction-Autorin interessierte Andresen gestaltete hinzukommend mehrere Tonträger. Darunter für Gruppen mit ihrer musikalischen Beteiligung wie Murkrat, Crone, Lycanthia und The Slow Death sowie für weitere Gruppen wie Innsmouth, Stone Wings und Wither. Weiter unterhält sie in ihrem Privatleben einen Gnadenhof für Hühner.

## Diskografie
Mit Crone
Mit The Dust and the Howling Wind
- 2009: Songs from Stilton Farm (Album, Selbstverlag)

Mit Dust to Dearth
- 2008: The Death of the Sun (Album, Selbstverlag)
- 2009: The Death of the Sun (Split-Album mit Lysergene, Aesthetic Death)

Mit Lycanthia
- 2006: Within the Walls (EP, Selbstverlag)

Mit Murkrat
Mit The Slow Death